# Unitat de Recerca de Cultura Cibernètica
La Unitat de Recerca de Cultura Cibernètica (CCRU) va ser un col·lectiu de teòrics culturals experimentals, format a finals de 1995 a la Universitat de Warwick, Anglaterra i es va separar gradualment del món acadèmic fins que es va dissoldre el 2003. Va guanyar reputació per la seva "teoria-ficció" idiosincràtica i surrealista que incorporava el ciberpunk i l'horror gòtic, i des de llavors el seu treball ha tingut un culte en línia relacionat amb l'augment de la popularitat de l'acceleracionisme. La Universitat de Warwick sosté que el CCRU mai va ser un projecte acadèmic sancionat, amb alguns professors que van arribar a afirmar que el CCRU "mai ha existit". El CCRU està fortament associat amb els seus antics membres principals, Sadie Plant, Mark Fisher i Nick Land.

## Visió general
El treball del CCRU es caracteritza per una escriptura teòrica solta i abstracta que combina elements del ciberpunk i l'horror gòtic amb teoria crítica, esoterisme, numerologia i demonologia, que sovint interaccionen en el desplegament de sistemes ocults i narracions surrealistes. Una de les idees predominants de la CCRU és la hiperstició, a la qual Nick Land va referir-se com "la (tecno-)ciència experimental de les profecies autocomplertes" on mitjançant principis cibernètics esotèrics, determinades idees i creences que inicialment són incomprensibles (semblants a les supersticions) poden circular de manera encoberta per la realitat i establir bucles de retroalimentació cultural que després fusionen dràsticament la societat, a la qual també es referien en total com a "producció cultural". El sistema cibernètic numerològic esotèric del CCRU per comprendre la hiperstició, el Numograma, apareix sovint en els seus escrits juntament amb les seves zones circulatòries i els seus respectius dimonis.
A més d'inspirar-se en Anti-Oedipus i A Thousand Plateaux de Gilles Deleuze i Félix Guattari, als quals es poden trobar referències als escrits del CCRU, el col·lectiu es va inspirar en escriptors com HP Lovecraft, William Gibson, JG Ballard, Octavia Butler., William S. Burroughs, Carl Jung i diverses altres fonts relacionades amb la teoria crítica, la ciència-ficció, l'antropologia i la nanotecnologia.

## Història

### 1993–1996
La teòrica i investigadora Sadie Plant, que treballava a la Universitat de Warwick, va formar el col·lectiu entre 1993 i 1994 com a grup d'investigació ciberfeminista que inicialment només participava en estudis i no publicava textos. Finalment, quan va deixar el seu càrrec acadèmic, l'estudiant i filòsof Nick Land, que en aquell moment havia publicat recentment la seva monografia The Thirst for Annihilation, es va convertir en la força impulsora per determinar els seus mètodes i idees. Altres col·laboradors importants van ser Kodwo Eshun, Iain Hamilton Grant i Stephen Metcalf, així com altres col·legues les investigacions dels quals es van inspirar en la teoria nihilista, psicoanalítica i materialista emergent.
Les connexions fetes abans de la formació de la CCRU i durant el seu mandat finalment condueixen a les conferències de Futurs Virtuals. Les conferències, organitzades entre 1994 i 1996, van ser inicialment fundades per Joan Broadhurst, Dan O'Hara, Otto Imken, Eric Cassidy i estudiants de postgrau sota l'egida del Warwick Center for Research in Philosophy and Literature.
Stephen Metcalf va ser un actor central en la creació de CCRU. El seu assaig "Autogeddon" s'inclou al llibre Virtual Futures de 1998 publicat per Routledge, i el 1996, Metcalf va traduir, editar i publicar una col·lecció de textos de Friedrich Nietzsche, Hammer of the Gods: Apocalyptic Texts for the Criminally Insane, que reflectia i va influir en la manera com Nietzsche era llegit pels que van formar la CCRU en aquell moment.

### 1997–2003
El CCRU va prendre noves formes dràsticament i es va fer cada cop més experimental sota la direcció de Land. Segons Robin Mackay, cap al 1998, "el CCRU es va convertir en quasi un culte, quasi religiós". Mackay esmentà que "se'n va anar abans que caigués en una pura bogeria", amb Iain Hamilton Grant afirmant que els excessos posteriors van portar a diversos membres a una crisi mental. El col·lectiu es va tornar cada cop més poc ortodox en el seu treball, amb la seva producció que incloïa escriptura, esdeveniments de performance, música i art col·laboratiu, i explorant el postestructuralisme, la cibernètica, la ciència-ficció, la cultura rave i els estudis ocultistes. La producció escrita de CCRU es va publicar en gran part en zines com Collapse i Abstract Culture, i molts d'aquests escrits es mantenen en línia al lloc web de CCRU.
El comportament antisocial de Land, la dependència de les amfetamines i l'escriptura cada cop més experimental en aquesta època van fer que els acadèmics i els contemporanis es distanciessin d'ell, fins que finalment va deixar el seu càrrec acadèmic. Com a conseqüència, la CCRU ja no podia utilitzar l'espai ni reclamar la seva afiliació a la Universitat de Warwick. CCRU va continuar operant des d'un pis a Leamington Spa fins a la seva desaparició el 2003.

## Membres i afiliats
Després de la sortida de Plant, la Universitat de Warwick va començar a negar qualsevol relació amb el grup, i alguns dels membres de la CCRU, però han seguit tenint un impacte subcultural constant.
Els que estaven afiliats a la CCRU durant i després del seu temps com a part del departament de Filosofia de la Universitat de Warwick inclouen els filòsofs Stephen Metcalf, Iain Hamilton Grant, Ray Brassier i Reza Negarestani⁣; els teòrics culturals Mark Fisher i Kodwo Eshun⁣; l'editor i filòsof Robin Mackay; els teòrics dels mitjans digitals Luciana Parisi i Matthew Fuller⁣; l'artista de música electrònica i cap del segell Hyperdub Steve Goodman, també conegut com a Kode9; l'escriptora i teòrica Anna Greenspan⁣; el teòric del so Angus Carlyle⁣; el novel·lista Hari Kunzru⁣; i els artistes Jake i Dinos Chapman, entre d'altres.
Land i el CCRU van col·laborar freqüentment amb el col·lectiu d'art experimental 0[rphan]d[rift>] (Maggie Roberts i Ranu Mukherjee), sobretot a Syzygy, una residència multidisciplinària d'un mes a la galeria d'art contemporani Beaconsfield al sud de Londres, 1999, i a Cyberpositive 0[rphan]d[rift>]'s (Londres: Gabinet, 1995), un conjunt de textos que demostraven els plantejaments de CCRU.

## Llegat i polèmica
Urbanomic and Time Spiral Press va publicar l'any 2015 una col·lecció de textos de la CCRU titulada CCRU: Writings 1997-2003, que va obtenir una gran acollida i un renovat interès pels escrits, la mitologia i l'enfocament global de la ficció i la filosofia especulatives del col·lectiu. No s'atribueix cap escrit de l'obra, però sembla que està escrita en gran part per Land o sota la seva forta influència, i tot i que a la col·lecció s'indica que es tracta d'una col·lecció completa, això no sembla ser exacte.
El paper jugat per Land, Plant i la CCRU en el desenvolupament de l'accelercionisme de la filosofia marginal és profund, i els debats contemporanis al seu voltant s'han preocupat de la viabilitat i utilitat de les idees de Land amb la CCRU. L'acceleració tal com va ser desplegat per CCRU és diferent del terme associat amb més freqüència al text de Nick Srnicek i Alex Williams "Manifest per a una política acceleracionista". El mateix Land deixa clara aquesta distinció en el seu comentari al manifest, però la versió de Land de l'accelercionisme que va desenvolupar a principis de la dècada de 2010 incorpora notòriament visions esotèriques i antiigualtaris, i des de finals de 2016 ha estat cada cop més reconeguda com una inspiració per a la dreta alternativa.
El músic electrònic nord-americà Oneohtrix Point Never, que va acreditar els escrits de la CCRU com a influència en la seva cançó de 2018 "Black Snow" del seu àlbum Age Of, va rebre inicialment una acollida negativa després de reconèixer la seva influència. Més tard, l'artista va indicar que no estava interessat en la transició a la dreta alternativa que va fer Land, que va passar després de la participació de Land a la CCRU.